# 221769 Cima Rest
221769 Cima Rest este un asteroid din centura principală de asteroizi.

## Descriere
221769 Cima Rest este un asteroid din centura principală de asteroizi. A fost descoperit pe 15 aprilie 2007 la Magasa de M. Tonincelli și W. Marinello. Asteroidul prezintă o orbită caracterizată de o semiaxă mare de 3,08 ua, o excentricitate de 0,10 și o înclinație de 17,0° în raport cu ecliptica.